# ロステケス鉄道
ロステケス鉄道（ロステケスてつどう、Metro Los Teques）は、ベネズエラのカラカスの南西部と、ミランダ州のロス・テケスを結ぶ鉄道である。「メトロ」の名称を持ち、カラカス地下鉄の延長にあるが、山間のトンネルを除き全線で地上を走る。4駅があり、総延長は11.2km。

## 歴史
ロステケス鉄道が運営する。同社はカラカス地下鉄、ミランダ州、ロステケスを抱えるグアイカイプロ市の出資で設立された。建設計画は1982年に策定されたが、実際に工事が始まったのは2001年である。2006年に現在営業中の区間が開通し、営業を開始した。同社により延伸の工事が進んでいる。

## 路線
カラカス地下鉄二号線の終起点であるラス・アドフンタス駅とその南の方角に位置するロステケスの間をサンペドロ川の谷を通り結ぶ。ラス・アドフンタス駅には、二号線の建設時からロス・テケス鉄道のためのホームが用意されていた。中間駅はアリプリメラ駅とグアイカイプーロ駅の2駅で、ロステケス側の終起点はインデペンデンシア駅。路線が接続するカラカス地下鉄二号線との相互乗り入れの予定はない。

## 駅
- ラス・アドフンタス駅 - アリプリメラ駅 - グアイカイプーロ駅 - インデペンデンシア駅

## オリジナル商品

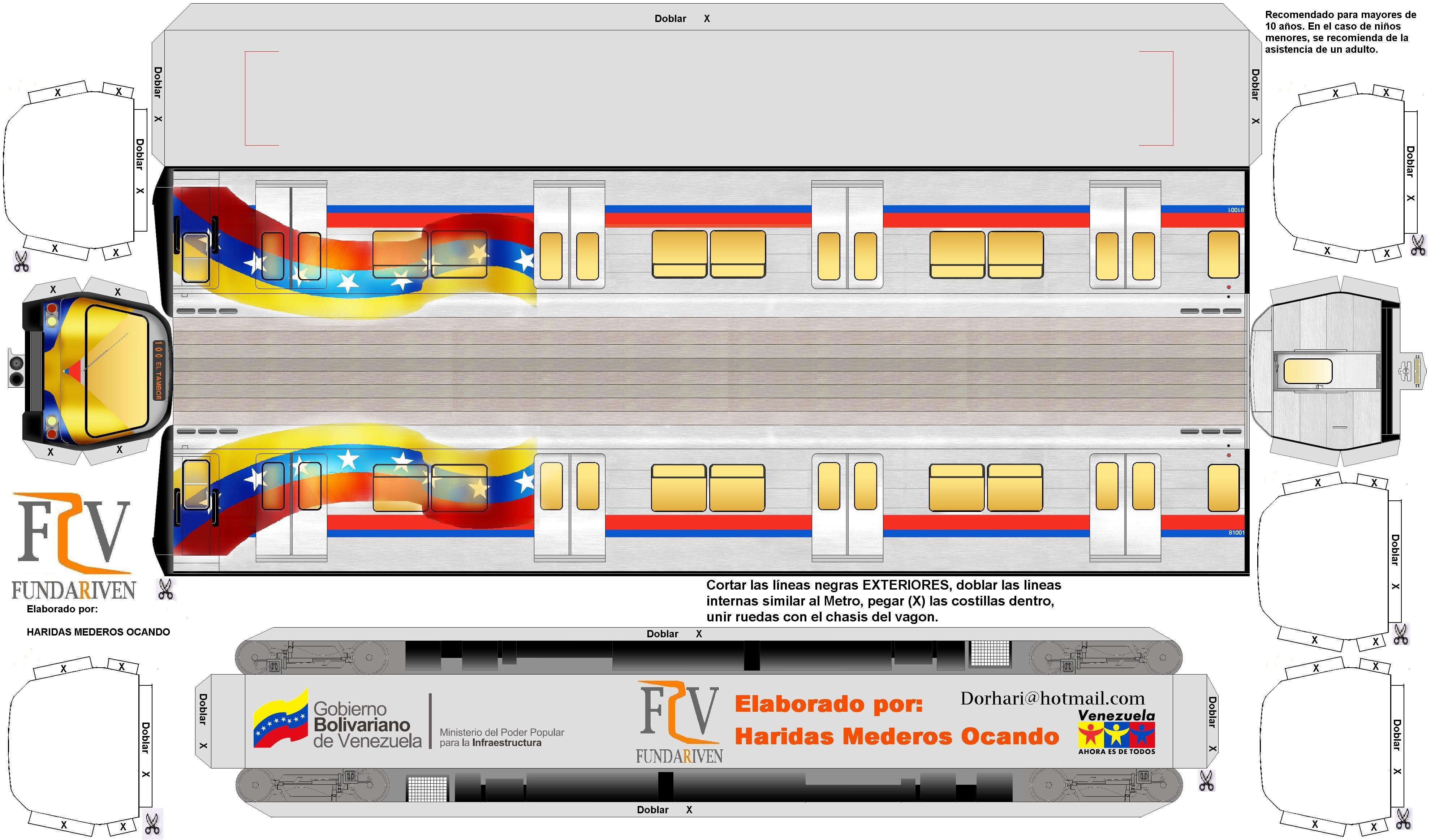
車両のペーパークラフト

ロステケス鉄道は自社の魅力を高めるためのオリジナル商品として、車両のペーパークラフトを販売している。